# Baeckea preissiana
Baeckea preissiana är en myrtenväxtart som först beskrevs av Johannes Conrad Schauer, och fick sitt nu gällande namn av George Claridge Druce. Baeckea preissiana ingår i släktet Baeckea och familjen myrtenväxter.
Artens utbredningsområde är Western Australia. Inga underarter finns listade i Catalogue of Life.